# Tarchun
Tarchun (gruzínsky ტარხუნა) je gruzínský limonádový nápoj, který má chuť estragonu. Tradičně má zelenou barvu.
Vynalezl ho gruzínský lékárník Mitrophane Laghidse v roce 1887 v hlavním městě Tbilisi poté, co smísil estragonový sirup s vodou nasycenou s oxidem uhličitým. Komerčně se však začal vyrábět až v roce 1981.
Distribuuje se na rusky mluvícím území, nebo se exportuje do přilehlých zemí pod značkou Tarchuna. V roce 2006 Estonské ministerstvo pro hospodářství a komunikaci rozhodlo, že je slovo Tarhun název pro druh nápoje a nemůže být tedy chráněn jako ochranná známka. Rozhodlo tak při sporu mezi společností OÜ Acerra a AS Tallinna Karastusjoogid.